# Vernon L. Scarborough
Vernon Lee Scarborough (nacido en 1950) es un antropólogo, arqueólogo y académico estadounidense conocido por sus investigaciones y publicaciones sobre el establecimiento, uso de la tierra y administración de los recursos de diversas culturas preindustriales, particularmente las mesoamericanas mayas prehispánicas.
Scarborough es un profesor e investigador en el departamento de antropología del McMicken College of Arts and Sciences, de la Universidad de Cincinnati en el estado de Ohio, Estados Unidos. El trabajo de Scarborough en hidrología ha sido conducido primordialmente en yacimientos arqueológicos mayas precolombinos en las tierras bajas de Guatemala y Belice, donde ha realizado un gran número de proyectos de exploración. Además de su trabajo en Mesoamérica, Scarborough ha desarrollado tareas en su especalidad en Sudán, Pakistán, Indonesia, Grecia y América del Sur, entre otros. 
Es miembro de la agrupación IHOPE, Historia integrada para el futuro de los pueblos de la tierra (por sus siglas en inglés).
Estudió en la Universidad Estatal de Oregón en Eugene (Oregón). Su grado de doctor fue logrado en la Southern Methodist University de Dallas , Texas, en 1980.